# Гор Видал
Гор Видал (енгл. Gore Vidal; Вест Појнт, 3. октобар 1925 — Лос Анђелес, 31. јул 2012) био је амерички књижевник, сценариста и политичар, познат по својим романима и есејима избрушеног стила, провокативним и духовитим изјавама, као и по оштрој критици америчке политике. Сматра се једном од наконтраверзнијих фигура америчког јавног живота двадестог века.
У његовом књижевном опусу налазе се тридесет и два романа, осам драма, више филмских сценарија, преко две стотина есеја и мемоари. Пажњу књижевне јавности привукао је објавивши роман „Град и стуб“ (1948), који је наишао на осуду од стране конзервативних књижевних кругова због приказа хомосексуалности. На удару јавности нашао се поново када је 1968. објавио инвентивну и обухватну авангардну сатиру „Мајру Брекинриџ“, у којој је пародирао америчко друштво, интелектуалну претенциозност и постмодернистички жаргон. Његови противници су роман оценили као порнографски. Видал је познат и као писац историјских романа. Написао је хепталогију „Приче о империји“, циклус од седам историјских романа у којима је приказао, истражио и објаснио империјалистичку историју САД, од Америчке револуције до шездесетих година двадестог века. Поређане по хронолошком низу описаних догађаја овај циклус је сачињен од романа: „Бер“, „Линколн“, „1876“, „Империја“, „Холивуд“, „Вашингтон ди-си“ и „Златно доба“.
Као есејиста и политички ангажовани интелектуалац Видал се фокусирао на историју САД и његовог друштва, истражујући на који начин је спољна политика трансформисала Америку у декаденту империју. Отворено се супростављао Рату у Вијетнаму, Бомбардовању Југославије, Рату у Авганистану и Рату у Ираку. Осим политичким и историјским темама у есејима се бавио проблемима сексуалности и религије. Познате су и његове жестоке јавне расправе са Норманом Мајлером и Вилијемом Баклијем млађим.

## Биографија
Рођен је као Јуџин Луис Видал 3. октобар 1925. у Вест Појнт, као син јединац Јуџина Лутера Видала старијег и Нине Гор. Рођен је у болници војне академије Вест Појнта, на којој је његов отац био први предавач аеронаутике. Његово друго средње име дато му је у част његовог деде по мајци, Томаса П. Гора, демократског сенатора из Оклахоме.
Његов отац, Јучин Џин Видал, био је играч америчког фудбала и олимпијски ветеран (десетобој, 1920). Био је један од првих пилота британског ратног ваздухопловства и један од оснивача три америчке авиокомпаније током 1920-их и 1930-их: Лудингтон лајна (која се спојила са другом компанијом и постала Истерн Ерлајнс), Трансконтинентал ер транспорта (која је касније постала Транс врлд ерлајнс) и Нортист ерлајнса (коју је основао са Амелијом Еархарт).
Његова мајка, Нина, била је неуспешна глумица склона алкохолу. Године 1928. имала је деби на Бродвеју у својој јединој улози. Удавала се још два пута после развода од Видаловог оца и, по Видаловим тврдњама, имала је дугу везу уз раскиде и мирења са Кларком Гејблом. Гор Видал имао је четворо полу-браће и сестара са очеве стране и петоро са мајчине из њихових каснијих бракова.
Већи део времена с краја 20. века, Видал проводи између Италије и Калифорније.
Године 1950. Видал је упознао Хауарда Остена, са којим је провео следеће 53 године живота. Видал је прокоментарисао да је тајна његовог дуговечног односа са Остеном била та што њих двојица никада нису имали сношај. Хауардово рођено презиме је било Остер, али је на Видалов наговор променио у Остен, не би ли звучало мање јеврејски и тиме побољшао своје шансе да се запосли као копирајтер у рекламној агенцији.
У бројним цитатима Видал објашњава своју невољност да себе једноставно декларише као геј особу: “...бити категоризован значи заробити себе. Обратите пажњу. Никада нисам себе сматрао за жртву. Изјавио сам хиљаду пута, било у штампи или на телевизији, да сматрам да су сви људи бисексуални.“
У интервјуу за часопис Есквајер из 1969. године, Гор коментарише: “Хомосексуалност је природна исто попут хетеросексуалности. Приметите да сам употребио реч „природна“, а не „нормална“.“